# Giovanni Battista Guarini
Giovanni Battista Guarini (født 10 december 1538 i Ferrara, død 7 oktober 1612 i Venedig) var en italiensk digter.
Han blev ung professor i litteraturhistorie ved universitet i Farrera efter at have studeret i Padua, Pisa og Ferrara, og opnåede hurtigt et navn som digter, men blev snart af Ferraras hertug, Alfons II d’Este, ansat til diplomatiske opgaver og rejste i årene 1567-1582 som hertugens udsending fra det ene hof til det andet. Han drog sig der efter tilbage til et af sine landlige godser i nærheden af Rovigo med hensigten at opgive både poesien og diplomatiet, men blev på kort tid atter inddraget i begge områder.
Da Torquato Tassos bekendte hyrdedigt "Aminta" var udgivet og havde vundet en strålende anerkendelse, skrev Guarini hyrdedramaet "Il pastor fido". Guarinis øvrige poetiske arbejder var af mindre betydning. Den diplomatiske bane samt Guarinis urolige og proceslystne personlighed gjorde hans liv til en uafbrudt række af forviklinger og juridiske stridigheder. Han skrev teksten til Vittoria Aleottis madrigalsamling Ghirlanda.

## Forfatterskab
- Lettere. Verona 1593
- Il segretario. Venedig 1594
- Rime. Venedig 1598
- La idropica. Verona 1734 (skådespel)
- Trattato della politica libertà som trycktes så sent som 1918